# الانتحار في الجيش

ملصق لمنع الانتحار في الجيش الأمريكي، 2012

الانتحار في الجيش هو إنهاء حياة الفرد أثناء أو بعد العمل في القوات المسلحة. في حين أن معدلات الانتحار في المنظمات العسكرية تختلف على المستوى الدولي، فإن الإحصاءات الرسمية في العديد من البلدان تظهر مخاطر أعلى باستمرار في مجموعات فرعية معينة.
في المملكة المتحدة، يكون الموظفون الشباب في الخدمة أكثر عرضة بشكل ملحوظ لإنهاء حياتهم من الموظفين الأكبر سناً والمدنيين من نفس العمر.
إن الخطر بين الأفراد العسكريين السابقين أعلى منه بين الأفراد العاملين أو عامة السكان، وفقًا لأبحاث أجريت في أستراليا وكندا والمملكة المتحدة والولايات المتحدة. ويتجلى الخطر بشكل خاص بين المحاربين القدامى الذين انضموا في سن مبكرة.
وخلافا للاعتقاد السائد، لم يرتبط الانتشار في منطقة الحرب بزيادة خطر الانتحار بشكل عام، وفقا لبحث أجري في كندا والدنمارك والمملكة المتحدة والولايات المتحدة. ومع ذلك، فإن المشاركة في أعمال القتل والجرح أو مشاهدتها يمكن أن تزيد من المخاطر.
وجدت دراسة للجيش الأمريكي أن المرحلة المهنية التي تحمل أكبر خطر انتحاري لم تكن الانتشار، بل التدريب العسكري الأولي، كفترة من الارتباك والتوتر.
الأفراد الأكثر عرضة لخطر الانتحار أثناء أو بعد الخدمة العسكرية هم أولئك الذين: عانوا من طفولة مضطربة؛ ذات رتبة منخفضة؛ لها أدوار قتالية متلاحمة في الحرب؛ و/أو ترك الخدمة بعد وقت قصير من الانضمام. بعض عوامل الخطر الأخرى المعروفة للانتحار شائعة في الحياة العسكرية، بما في ذلك الاكتئاب،  اضطراب ما بعد الصدمة، تعاطي الكحول، التنمر، والجنس تحرش.
قد تشير الاختلافات في معدل الانتحار بين السكان العسكريين أيضًا إلى تغيرات في انتشار مشاكل الصحة العقلية ذات الصلة، مثل القلق والاكتئاب وتاريخ إيذاء النفس.

## الأبحاث
تشير الأبحاث التي أجريت في أستراليا وكندا والمملكة المتحدة والولايات المتحدة إلى أن الانتحار يمثل مشكلة منتشرة في الحياة العسكرية، وخاصة بعد مغادرة الأفراد، والأصغر سنا هم الأكثر تضررا.

### خدمة الموظفين
في البلدان التي جمعت فيها البيانات، يتباين معدل الانتحار بين أفراد القوات المسلحة العاملين على نطاق واسع. يعرض الجدول أدناه المعدلات بين الأفراد الذكور العاملين في القوات المسلحة النظامية (أي باستثناء قوات الاحتياط) في أربعة بلدان، مع مقارنات مع عموم السكان.
|                  | نطاق الموعد | المعدل الخام لكل 100.000 | المخاطر بالنسبة لعامة السكان |
| ---------------- | ----------- | ------------------------ | ---------------------------- |
| أستراليا         | 2002-2019   | 11                       | -51%                         |
| كندا             | 2015-2019   | 25                       | +122%                        |
| المملكة المتحدة  | 2002-2021   | 8                        | -57%                         |
| الولايات المتحدة | 2020        | 32                       | ≈0                           |

وبما أن معظم الأفراد العسكريين هم من الذكور وأن الانتحار حدث نادر، فإنه ليس من الممكن عادة حساب معدل ذو دلالة إحصائية بين الموظفات. ويُعد الجيش الأمريكي الكبير استثناءً، حيث بلغ معدل الانتحار بين الموظفات العاملات في عام 2020 12 لكل 100 ألف.

### الموظفين السابقين
عادة، يكون الموظفون السابقون أكثر عرضة لإنهاء حياتهم من الموظفين العاملين. يوضح الجدول أدناه معدلات الانتحار بين أفراد القوات المسلحة السابقين في ثلاث دول.
|                  | نطاق الموعد | المعدل الخام لكل 100.000 | المخاطر بالنسبة لعامة السكان |
| ---------------- | ----------- | ------------------------ | ---------------------------- |
| أستراليا         | 2002-2019   | 30                       | +24%                         |
| كندا             | 2015-2019   | لم يبلغ عنها             | +39%                         |
| الولايات المتحدة | 2019        | 33                       | +52%                         |

أعلنت وزارة الدفاع البريطانية أنها ستبدأ في جمع ونشر الإحصاءات الرسمية حول حالات الانتحار بين أفراد القوات المسلحة السابقة اعتبارًا من عام 2023.
تشير الأبحاث إلى أن فترة الخطر القصوى لأولئك الذين يغادرون القوات المسلحة هي في السنوات التالية لتسريحهم من الخدمة بفترة قصيرة: في غضون عامين في المملكة المتحدة وفي غضون أربع سنوات في كندا.

### الموظفين الشباب والمحاربين القدامى
تظهر الإحصاءات الرسمية من أستراليا وكندا والمملكة المتحدة والولايات المتحدة أن الموظفين الأصغر سنا يواجهون مخاطر متزايدة.
في المملكة المتحدة، على سبيل المثال، في حين أن معدل الانتحار بين الجنود الذكور العاملين بشكل عام كان أقل بنسبة 57% منه بين عامة السكان بين عامي 2002 و2021، كان أعلى بنسبة 31% بين أولئك الذين تقل أعمارهم عن 20 عامًا. توضح الرسوم البيانية المقابلة ارتفاع المخاطر في هذه الفئة العمرية الأصغر سنا.

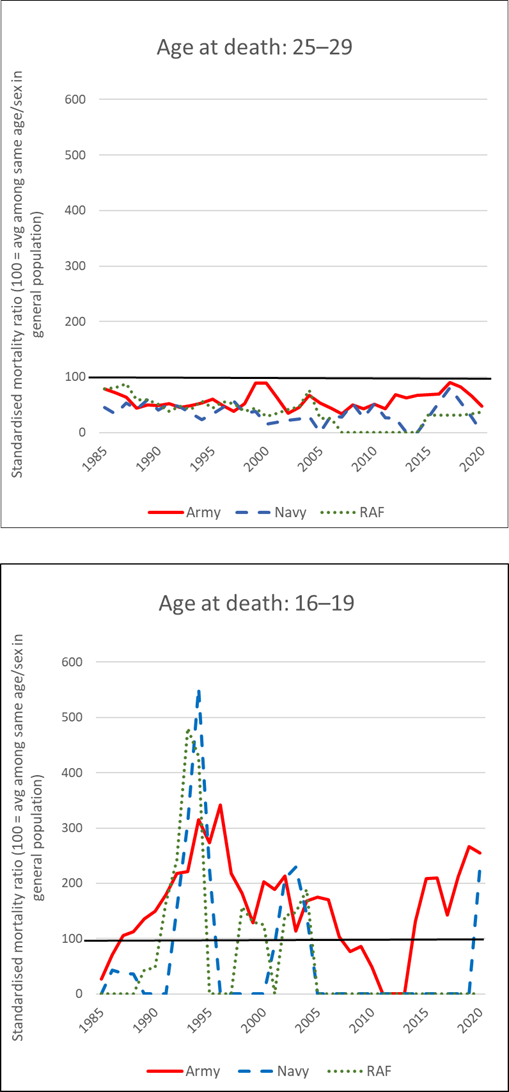
حالات الانتحار بين الذكور في فئتين عمريتين (16-19 و25-29) الذين يخدمون في القوات المسلحة النظامية في المملكة المتحدة (الخطوط الملونة) بالنسبة إلى عامة السكان (الخط الأسود)، 1985-2020. المصدر: وزارة الدفاع البريطانية

إن الخطر بين الموظفين السابقين الشباب أعلى بشكل ملحوظ منه بين المدنيين من نفس العمر وبين المحاربين القدامى الأكبر سنا. في المملكة المتحدة، على سبيل المثال، وجد أن أولئك الذين يجندون صغارًا يواجهون خطرًا متزايدًا لإيذاء النفس والانتحار بعد ترك القوات المسلحة، مقارنة بالموظفين الأكبر سنًا وأقرانهم المدنيين. وبالمقارنة مع الموظفين العاملين من نفس العمر، فإن معدل الانتحار بين الموظفين السابقين الشباب في المملكة المتحدة يتراوح بين ضعفين وثلاثة أضعاف، كما هو الحال في أستراليا أيضًا. وفي كلا البلدين، بالإضافة إلى كندا، فإن الخطر النسبي للانتحار بين الموظفين السابقين الشباب هو أيضًا أعلى بكثير من المعدل الموجود بين المدنيين من نفس العمر.
يوضح الجدول أدناه معدل الانتحار بين الفئات العمرية الأصغر سناً والتي جمعت البيانات عنها في ثلاثة بلدان (لاحظ اختلاف النطاقات الزمنية).
|                  | نطاق الموعد | الفئة العمرية | الموظفون السابقون في الفئة العمرية: معدل الانتحار لكل 100.000 | العاملون في الخدمة في الفئة العمرية: معدل الانتحار لكل 100.000 | الموظفون السابقون: خطر الانتحار بالنسبة إلى عامة السكان |
| ---------------- | ----------- | ------------- | ------------------------------------------------------------- | -------------------------------------------------------------- | ------------------------------------------------------- |
| أستراليا         | 2002-2019   | أقل من 30     | 34                                                            | 13                                                             | +68%                                                    |
| كندا             | 1976-2014   | تحت 25        | لم يبلغ عنها                                                  | لم يبلغ عنها                                                   | +152%                                                   |
| المملكة المتحدة  | 1996-2005   | 16-19         | 30                                                            | 17                                                             | +193%                                                   |
| الولايات المتحدة | 2019        | 18-34         | 51                                                            | لم يبلغ عنها                                                   | لم يبلغ عنها                                            |

## الأفراد والجماعات المعرضة للخطر

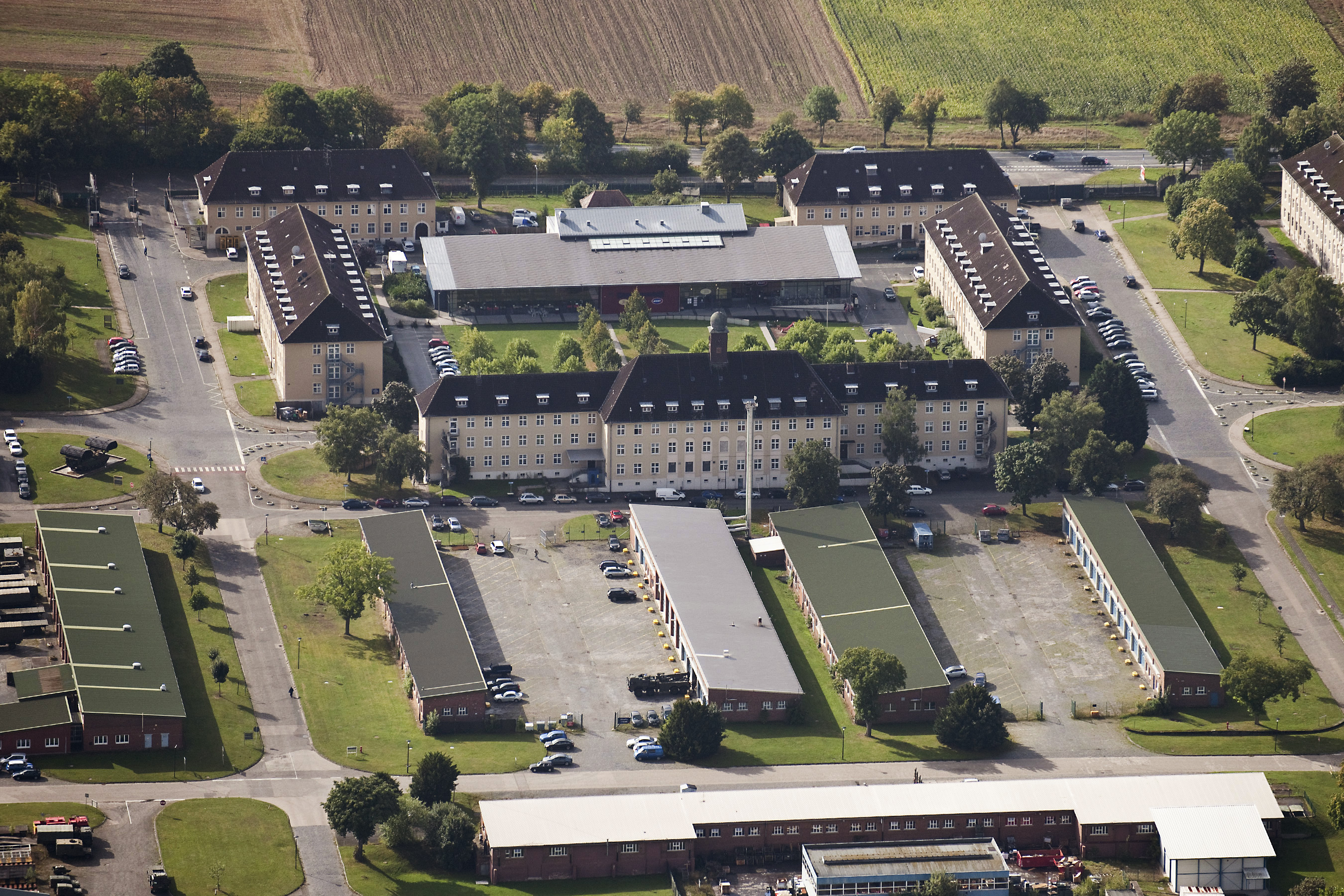
قاعدة الجيش البريطاني في سينيلاجر، ألمانيا، حيث ذكرت العريف آن ماري إليمينت أن اثنين من زملائها اغتصبوها في عام 2009. وخلص الطبيب الشرعي إلى أن الاغتصاب والتنمر اللاحق من قبل الجيش ساهم في انتحارها بعد عامين.

الأفراد الذين يعانون من تجارب الضيق هم أكثر عرضة للانتحار. عادة ما تكون بعض هذه التجارب أكثر شيوعًا في القوات المسلحة منها في الحياة المدنية، وفقًا لأبحاث أجريت في بلدان مختلفة، بما في ذلك:
- القلق والاكتئاب واضطراب ما بعد الصدمة.[44][45]
- انهيار العلاقة.[9][36][46]
- إساءة استخدام الكحول وتعاطي المخدرات.[24][47]
- تنمر.[48][49][50][51]
- التحرش الجنسي.[52][53][54][55]

وبالمثل، فقد وجدت الأبحاث أن خطر الانتحار إذا كان أعلى في مجموعات فرعية عسكرية معينة من غيرها. بالإضافة إلى أولئك الذين هم في سن مبكرة، تمنح مخاطر أعلى للموظفين الحاليين والسابقين الذين:
- في الجيش (مقابل القوات البحرية والجوية).[9][35][36]
- ذات رتب منخفض.[17][4][1][18][56]
- في أدوار القتال المتلاحم مثل المشاة.[4][57][58]
- مصدوم من طفولة مضطربة.[16][59][60]
- ترك الخدمة في السنوات القليلة الأولى،[3][21][19] خاصة إذا فصلوا رغماً عنهم.[3][61]

## عوامل الخطر العسكرية

### تعيين
وخلافا للافتراض الشائع، فإن الانتشار في منطقة حرب (ما لم يكن في دور قتالي مباشر) لم يرتبط بزيادة خطر الانتحار، وفقا لأبحاث أجريت في كندا والدنمارك والمملكة المتحدة والولايات المتحدة. عند النظر بشكل عام، فإن المحاربين القدامى الأمريكيين في حرب فيتنام، وحرب العراق، على سبيل المثال، والمحاربين القدامى البريطانيين في حرب فوكلاند عام 1982 وحرب الخليج عام 1991، لم يكونوا أكثر احتمالية لإنهاء حياتهم. حياتهم نتيجة انتشارهم.
إن تجارب النشر المشتركة لمجموعات عسكرية معينة، مثل تلك التي لها أدوار قتالية متلاحمة مثل المشاة، تحمل مخاطر انتحارية إضافية. على سبيل المثال، وجدت الأبحاث في الولايات المتحدة أن أنواعًا معينة من تجارب الحرب المؤلمة تزيد من المخاطر، بما في ذلك قتل وإصابة الآخرين، أو مشاهدة نفس الشيء.
معظم محاولات الانتحار في الجيش الأمريكي تتم من قبل أفراد لم يشاركوا في الحرب قط. ووفقاً لإحدى الدراسات الكبيرة، فإن جنود المشاة الأميركيين الذين لم يتم نشرهم قط كانوا أكثر عرضة بمرتين لإنهاء حياتهم مقارنة بأولئك الذين فعلوا ذلك.

### تدريب اولي

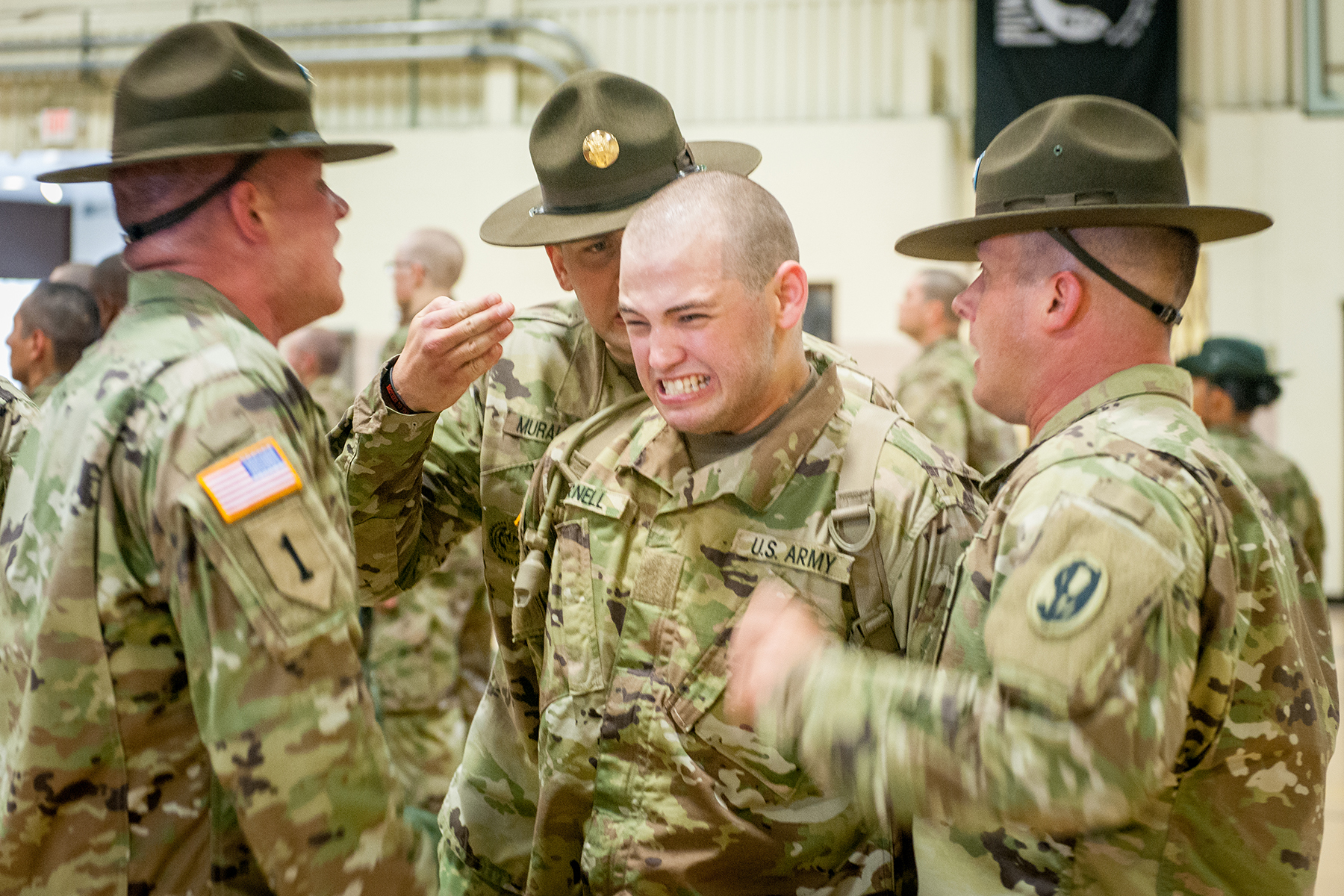
رقباء تدريبات في الجيش الأمريكي يهاجمون مجندًا أثناء التدريب الأولي.

وجدت دراسة للجيش الأمريكي أن فترة الذروة لمحاولة الانتحار لا تكون أثناء النشر أو بعده، بل التدريب الأولي، وقت الإكراه النفسي المطول والارتباك والتوتر. وحددت ثلاث نقاط في المرحلة المهنية عندما كانت محاولات الانتحار أكثر احتمالا، وهي في وقت مبكر من التدريب الأولي، في وقت متأخر من الجولة التشغيلية الأولى، وبعد بضعة أشهر من العودة للوطن. ومن بين هذه الفترة، كان التدريب الأولي هو الفترة الأكثر خطورة، حيث بلغ معدل محاولات الانتحار أربعة أضعاف ما اكتشف أثناء النشر الأول. ويعرض الرسم البياني أدناه نتائج الدراسة.

### محنة ما قبل العسكرية
تشير بعض الأبحاث أيضًا إلى أن خلفية الطفولة للأفراد العسكريين قد تلعب دورًا في زيادة متوسط خطر الانتحار أثناء الحياة العسكرية وبعدها. في المملكة المتحدة، على سبيل المثال، يقوم الجيش بتجنيد جنود جدد بشكل غير متناسب من الأحياء المحرومة اقتصاديًا، حيث تجارب الطفولة السلبية (ACEs) أكثر شيوعًا. نظرًا لأن لها علاقة قوية بمشاكل الصحة العقلية المرتبطة بالتوتر مثل القلق والاكتئاب، وإيذاء النفس والانتحار، وهذا يفسر جزئيًا عبء الصحة العقلية الإضافي الموجود في المجموعات العسكرية المجندة إلى حد كبير من المجتمعات المهمشة اقتصاديا.
نظرًا لأن المراهقين الذين لديهم خلفية طفولة معاكسة معرضون نسبيًا للتأثيرات السامة للإجهاد لفترات طويلة، فقد جادل بعض المتخصصين في مجال الصحة بأن إعادة التنشئة الاجتماعية القسرية التي تنطوي عليها التدريبات العسكرية الأولية قد تحمل ضغطًا نفسيًا ثقيلًا بشكل خاص. العبء على هؤلاء المجندين الأصغر سنا، كما قد يحدث أي تجارب حرب مؤلمة في وقت لاحق.

## عوامل الحماية
في البلدان التي تكون فيها معدلات الانتحار بين الموظفين العاملين ككل أقل منها بين المدنيين، فإن التفسير المقترح بشكل متكرر هو تأثير العامل الصحي. ويشير هذا إلى الحالة الصحية القوية نسبيا للعاملين مقارنة بعامة السكان، الذين لا ينشط جزء منهم اقتصاديا. قد يكون تأثير العامل الصحي واضحًا بشكل خاص في المجموعات العسكرية، التي يتم اختيارها للصحة العقلية قبل التجنيد. بعد التجنيد، قد يستفيد الأفراد بشكل أكبر من نمط حياة نشط نسبيًا، مما ينقل ميزة صحية إضافية على عامة السكان.
قد تضيع عوامل الحماية هذه عند ترك القوات المسلحة.